# Arios d'Alexandria
Arios d'Alexandria (en grec antic: Ἄρειος Áreios; en llatí: Areius o Arius) fou un filòsof grec pitagòric i estoic que va viure en temps de l'emperador August, que li va tenir un gran afecte. Arios i els seus dos fills Dionís i Nicanor foren probablement instructors d'August en matèries filosòfiques.

## Vida
Arios va viure a la colònia grega d'Alexandria durant el segle i aC. Hi ha diversos historiadors que l'esmenten a les seves obres: Sèneca, Suetoni, Plutarc i Cassi Dió. August el tenia en tan alta estima que, després de la conquesta d'Alexandria, va declarar que havia salvat la ciutat de la destrucció principalment per respecte a Arios. Segons Plutarc, va ser Arios qui va aconsellar August que matés el fill de Cleòpatra VII i Juli Cèsar, de nom Cesarió, amb la frase "ouk agathon polukaisarie" ('No és bo que hi hagi massa Cèsars'), imitant un joc de paraules de l'escriptor grec Homer.
Arios va tenir dos fills, Dionís i Nicanor, tant ell com els seus dos fills van ser mestres i consellers d'August. Segons Suetoni, va ser gràcies a ells que l'emperador havia adquirit una bona cultura. Temisti també l'esmenta sovint, i diu que August tenia tanta estima al filòsof com al seu general Marc Vipsani Agripa. Segons Quintilià, sembla que Arios també es va dedicar a ensenyar retòrica.
Per referències de Sèneca, sabem que Arios va adreçar un escrit de consol a l'emperadriu Lívia Drusil·la, Consolatio a Marcia, amb motiu de la mort del seu fill Neró.
Es creu que probablement la seva vida era escrita a la secció final del llibre VII de l'obra de Diògenes Laerci Vides i opinions d'eminents filòsofs.

## Filosofia
Joan Estobeu en parla llargament als dos primers llibres de la seva Antologia referint-se a ell com un estoic alhora que peripatètic i platonista. Eusebi de Cesarea li va posar el sobrenom d'Arios Dídim, i el cita com un filòsof i doxògraf al seu llibre Preparació evangèlica, capítol XV. Eusebi recull les idees d'arrel estoica que tenia Arios sobre el concepte de déu, la ἐκπύρωσις o conflagració de l'univers; i el concepte d'esperit.
Hi ha un autor que, en contra de l'opinió general, dubta que Arios d'Alexandria i Arios Dídim siguin la mateixa persona.